# Lista głównych trenerów San Jose Sharks

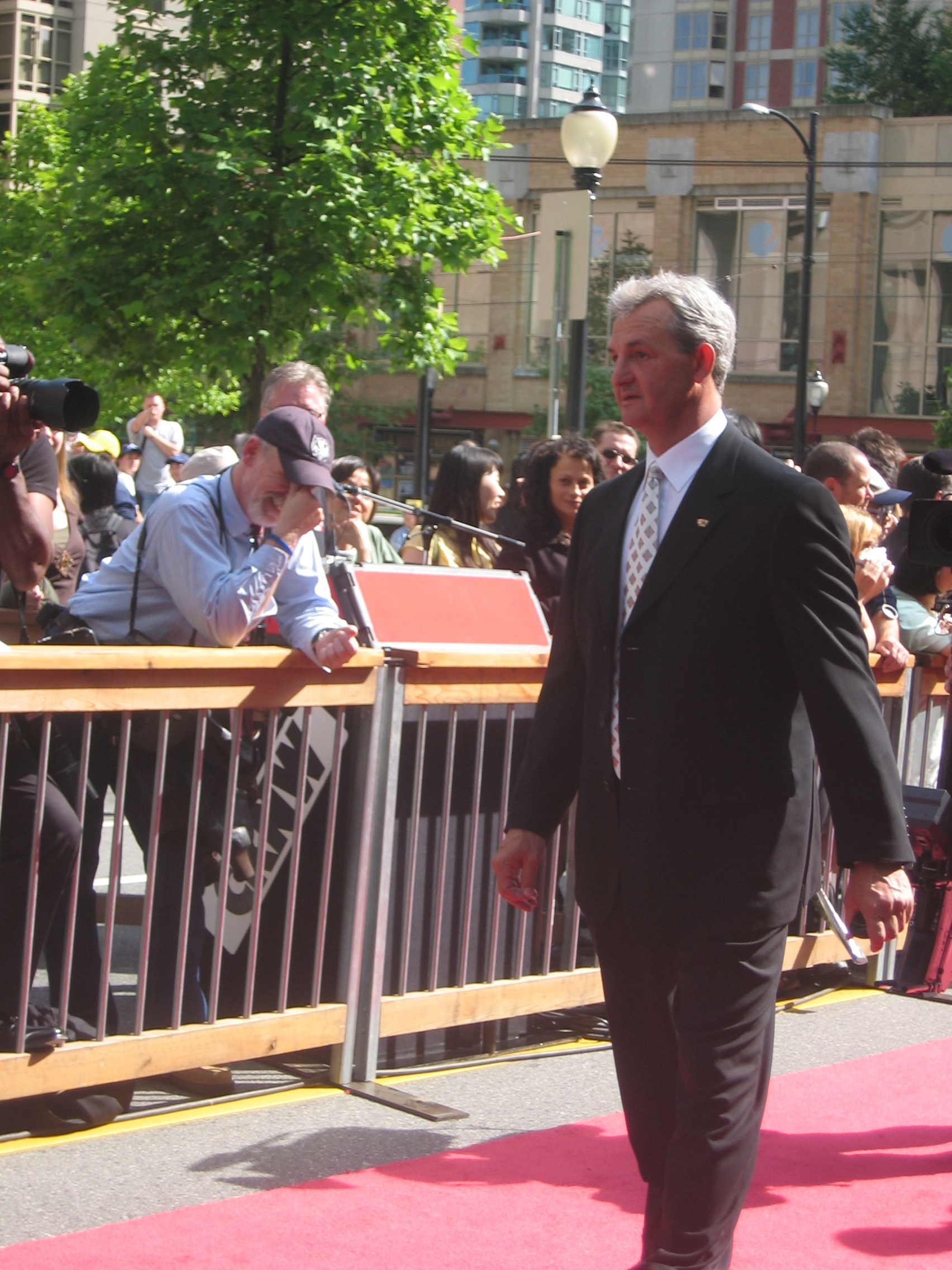
Darryl Sutter - 5. główny trener w historii Sharks, trenował zespół od 1997 do 2002.

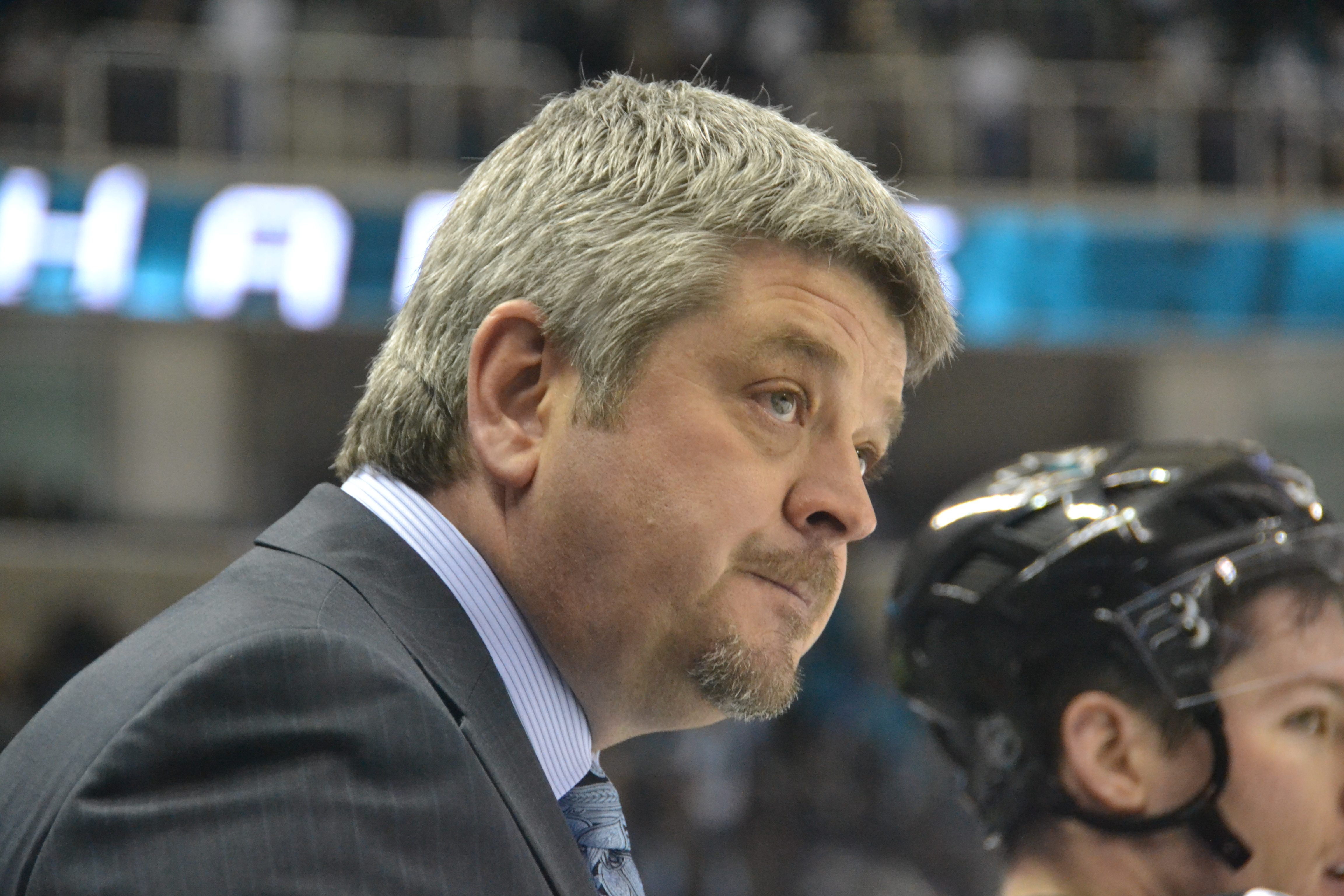
Todd McLellan – 8. główny trener w historii Sharks, trenował zespół od 2008 do 2015.

San Jose Sharks to profesjonalny klub hokejowy z siedzibą w San Jose w stanie Kalifornia. Zespół jest członkiem dywizji Pacyfiku w konferencji zachodniej ligi National Hockey League (NHL). Zespół założony w 1991 roku od sezonu 1991/1992 rozgrywał swoje spotkania w Cow Palace, po dwóch sezonach klub przeniósł się do San Jose Arena. Zespół jest własnością San Jose Sports & Entertainment Enterprises.
W historii zespołu dziewięciu trenerów podejmowało pozycję głównego trenera Sharks. George Kingston był pierwszym trenerem w historii Sharks. Kadencja Kingstona obejmowała dwa pierwsze sezonu zespołu z Kalifornii. W obu sezonach Rekiny uzyskały najgorszy wynik pod względem przegranych spotkaniach w lidze. W sezonie 1991/1992 przegrywając 59 razy, zaś w kolejnym 71 razy. Wynik z sezonu 1992/1993 jest obecnym rekordem liczby przegranych spotkań w całej lidze NHL. Do trenera Todda McLellana należy większość rekordów organizacji. Pod wodzą McLellana Rekiny odniosły najwięcej zwycięstw (311), zdobyli najwięcej punktów (688), grał w meczach w spotkaniach fazy play-off (62) i zwyciężał w play-off (30), ponadto najczęściej ze wszystkich trenerów drużyny z San Jose prowadził zawodników z ławki trenerskiej (540). Był on najdłużej zatrudnionym trenerem w tym zespole. Jego kadencja trwała od 11 czerwca 2008 do 20 kwietnia 2015 roku. Cap Raeder jest liderem w procentowym ilości zwycięstw w historii klubu, odnosząc w swoim jedynym meczu zwycięstwo przeciwko drużynie Phoenix Coyotes 3 grudnia 2002 roku. Jim Wiley posiada rekordy organizacji dla najmniejszej liczby zwycięstw (17) oraz najmniejszej liczby zdobytych punktów (37), podczas gdy Kingston utrzymuje rekord najniższego odsetka ilości wygranych spotkań 0,192.
Obecnie trenerem zespołu jest Peter DeBoer, który objął to stanowisko 28 maja 2015 roku.

## Trenerzy
| # | Trener            | Daty urzędowania                    | Sezon zasadniczy | Sezon zasadniczy | Sezon zasadniczy | Sezon zasadniczy | Sezon zasadniczy | Sezon zasadniczy | Sezon zasadniczy | Playoff | Playoff | Playoff |
| # | Trener            | Daty urzędowania                    | M                | W                | P                | R                | PDK              | Pkt              | W%               | M       | W       | P       |
| - | ----------------- | ----------------------------------- | ---------------- | ---------------- | ---------------- | ---------------- | ---------------- | ---------------- | ---------------- | ------- | ------- | ------- |
| 1 | George Kingston†  | 12 kwietnia 1991 — 18 kwietnia 1993 | 164              | 28               | 129              | 7                | —                | 63               | .192             | —       | —       | —       |
| 2 | Kevin Constantine | 16 czerwca 1993 — 1 grudnia 1995    | 157              | 55               | 78               | 24               | —                | 134              | .427             | 25      | 11      | 14      |
| 3 | Jim Wiley         | 1 grudnia 1995 — 5 czerwca 1996     | 57               | 17               | 37               | 3                | —                | 37               | .325             | —       | —       | —       |
| 4 | Al Sims†          | 5 czerwca 1996 — 9 maja 1997        | 82               | 27               | 47               | 8                | —                | 62               | .378             | —       | —       | —       |
| 5 | Darryl Sutter     | 8 czerwca 1997 — 1 grudnia 2002     | 434              | 192              | 167              | 60               | 15               | 459              | .529             | 42      | 18      | 24      |
| 6 | Cap Raeder        | 1 grudnia 2002 — 4 grudnia 2002     | 1                | 1                | 0                | 0                | 0                | 2                | 1.000            | —       | —       | —       |
| 7 | Ron Wilson        | 4 grudnia 2002 — 12 maja 2008       | 385              | 206              | 122              | 19               | 38               | 469              | .609             | 52      | 28      | 24      |
| 8 | Todd McLellan†    | 11 czerwca 2008 — 20 kwietnia 2015  | 540              | 311              | 163              | -                | 66               | 688              | .637             | 62      | 30      | 32      |
| 9 | Peter DeBoer      | 25 maja 2015 - obecnie              | 82               | 46               | 30               | -                | 6                | 98               | .598             | —       | —       | —       |

      - spędził całą karierę trenerską w lidze NHL w Sharks
1. ↑  Liczba trenerów, którzy prowadzili zespół. Tak więc, każdy trener, który prowadził zespół w dwóch oddzielnych terminach jest liczony tylko raz.
2. ↑  Przed 1999 przegrane mecze po dogrywce wliczone były do statystyki jako porażka w regulaminowym czasie[1]. Od 2005 mecz nie może zakończyć się remisem[2].
3. ↑  Wiley był trenerem tymczasowym po zwolnieniu Constantin ze stanowiska do końca sezonu.
4. ↑  Raeder był trenerem tymczasowym (był nim przez 1 spotkanie) po zwolnieniu Suttera, a przed zatrudnieniem Wilsona.